# Троицкий собор Александро-Невской лавры
Тро́ицкий собо́р — соборный храм Александро-Невской лавры в Санкт-Петербурге. Являлся капитульным храмом ордена Святого Александра Невского.
Храм относится к Санкт-Петербургской епархии РПЦ.

## История

### Первый храм
Место Троицкого собора было определено первоначальным проектом Д. Трезини, к этой точке планировалось прокладывать Невский проспект.
Проект однокупольного храма был создан Т. Швертфегером.
Он представлял собой грандиозное сооружение с двумя высокими колокольнями, увенчанными шпилями.
В 1719 году начались подготовительные работы к строительству, а 17 (28) июня 1722 года состоялась закладка собора. К 1731 году храм был «вчерне» готов.
При осадке здания в сводах образовались трещины, и работы пришлось остановить. В 1744 году постройку было велено «разобрать до подошвы». Собор был разобран в 1753—1755 годах «под смотрением» Ивана Росси.

### Строительство нового храма
В 1763 году было решено разработать проекты нового собора. В конкурсе участвовали такие архитекторы как Ж.-Б. Валлен-Деламот, А. Ф. Вист, А. Ф. Кокоринов, Ю. М. Фельтен, С. А. Волков и X. Кнобель. Ни один из проектов не получил «апробации» Екатерины II.
Через одиннадцать лет, 15 (26) ноября 1774 года, составление проекта было поручено архитектору И. Е. Старову. Проект, представленный Екатерине II, был утверждён в феврале 1776 года. И. Е. Старов был назначен руководителем строительства.
Торжественная закладка храма была произведена 30 августа (10 сентября) 1778 года архиепископом Гавриилом (Петровым) в присутствии Екатерины II.
В 1782 году на южной двухъярусной башне-колокольне установлены куранты; на другой башне был повешен 13-тонный колокол, отлитый в 1658 году для Иверского монастыря.
Вчерне собор был завершён в 1786 году.
30 августа (10 сентября) 1790 года, в день святого благоверного князя Александра Невского, митрополит Гавриил (Петров) освятил собор. На освящении, вместе с кавалерами ордена святого Александра Невского, присутствовала императрица. В тот же день из Благовещенской церкви под пушечные выстрелы была перенесена в собор серебряная рака с мощами благоверного князя.

### Капитульный храм
С самого освящения собор был капитульным (орденским) храмом ордена святого Александра Невского.
9 (20) октября 1790 года под южной башней был освящён придел во имя благоверного князя Александра Невского (упразднён в 1838 году).
Для кавалеров ордена в 1791 году в прилегающей к собору части Фёдоровского корпуса был устроен зал.
В 1797 году над входом в храм было укреплено рельефное изображение ордена.
В 1847 году в соборе поставили калориферное отопление, и в нём стали служить зимой.

### После 1917 года
В 1922 году в рамках кампании по изъятию церковных ценностей из собора было вынесено большое количество утвари и украшений.
В 1923—1926 годах собор принадлежал обновленцам, в 1928 году — «непоминающим».
16 августа 1933 года Леноблисполком принял решение о закрытии собора и передаче его политпросвету под Дом чудес и технических достижений. Последняя служба состоялась 7 декабря.
В 1940-х годах часть здания занимали 1-е районное жилищное управление Смольнинского района и Музей городской скульптуры, а другую — склад.

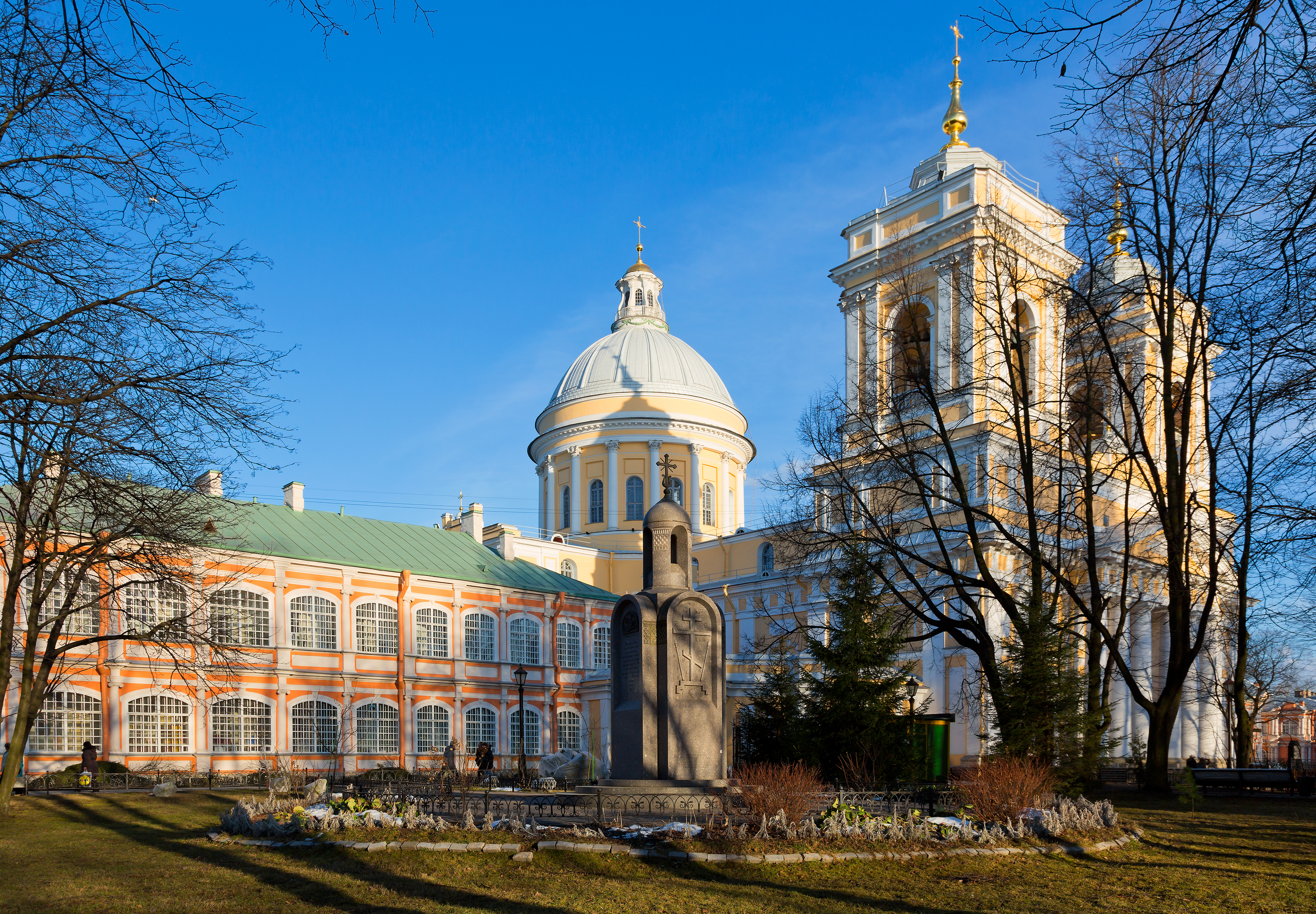
Знак в память 2000-летия Рождества Христова

Собор был возвращён верующим в 1956 году, после 10 лет ходатайств, с обязательством произвести ремонтно-реставрационные работы за счёт общины. К счастью, в нём сохранился первоначальный иконостас. 12 сентября 1957 года, после первоочередного ремонта, храм был освящён митрополитом Елевферием (Воронцовым). Старостой собора был назначен Н. С. Людоговский.
В 1957—1960 и 1986—1988 годах в соборе происходили реставрационные работы.
В августе 1961 года, при изъятии у Ленинградского епархиального управления Духовского корпуса лавры, в подклет собора были перенесены останки митрополитов Григория и Елевферия.
3 июня 1989 года крестным ходом от Святых ворот лавры в храм были торжественно возвращены мощи святого Александра Невского.
На горнем месте собора после его открытия около 40 лет находился мраморный архиерейский трон из алтаря московского храма Христа Спасителя, ставший в 1931 году экспонатом антирелигиозного музея и впоследствии вывезенный в Ленинград. При воссоздании храма каменный трон вернулся в Москву, а в Троицком соборе установлена его копия, вырезанная из дерева.
С 13 по 28 июля 2017 года в храме находились для поклонения мощи святителя Николая, Мир Ликийских Чудотворца, прибывшие из Бари, где они находятся постоянно.

## Архитектура, убранство и устройство собора
Однокупольный храм с двумя двухъярусными башнями-колокольнями решён в формах раннего классицизма. Внутреннее пространство собора, крестообразное в плане, разделено на три нефа массивными пилонами, поддерживающими своды. Собор увенчан куполом на высоком барабане. В общую композицию включены две монументальные колокольни, возвышающиеся по сторонам лоджии главного входа, оформленной портиком из 6 колонн римско-дорического ордера. Фасады обработаны пилястрами и неглубокими филёнками.
Над южным и северным входами помещены барельефные панно, изображающие события из Ветхого и Нового заветов, исполненные скульптором Ф. И. Шубиным; над главным входом в центре — «Жертвоприношение царя Соломона в день освящения Иерусалимского храма»; ниже находится скульптурная группа, изображающая ангелов с орденским знаком святого Александра Невского.
Внутри здание сочетает базиликальную форму с крестово-купольной и в плане представляет собой латинский крест.
Главный неф декорирован приставными коринфскими колоннами с золочёными капителями. Основное освещение происходит через шестнадцать окон барабана, поддерживающего купол.
Иконостас в виде полукруглой ниши с царскими вратами в глубине, выполнен А. Пинкетти из белого итальянского мрамора. Бронзовые детали сделал П. П. Ажи, а образа в царских вратах написали И. А. Акимов и Я. Меттенлейтер. В написании остальных образов иконостаса участвовал Г. И. Угрюмов.
В парусах — изображения четырёх евангелистов, написанные Я. Меттенлейтером.

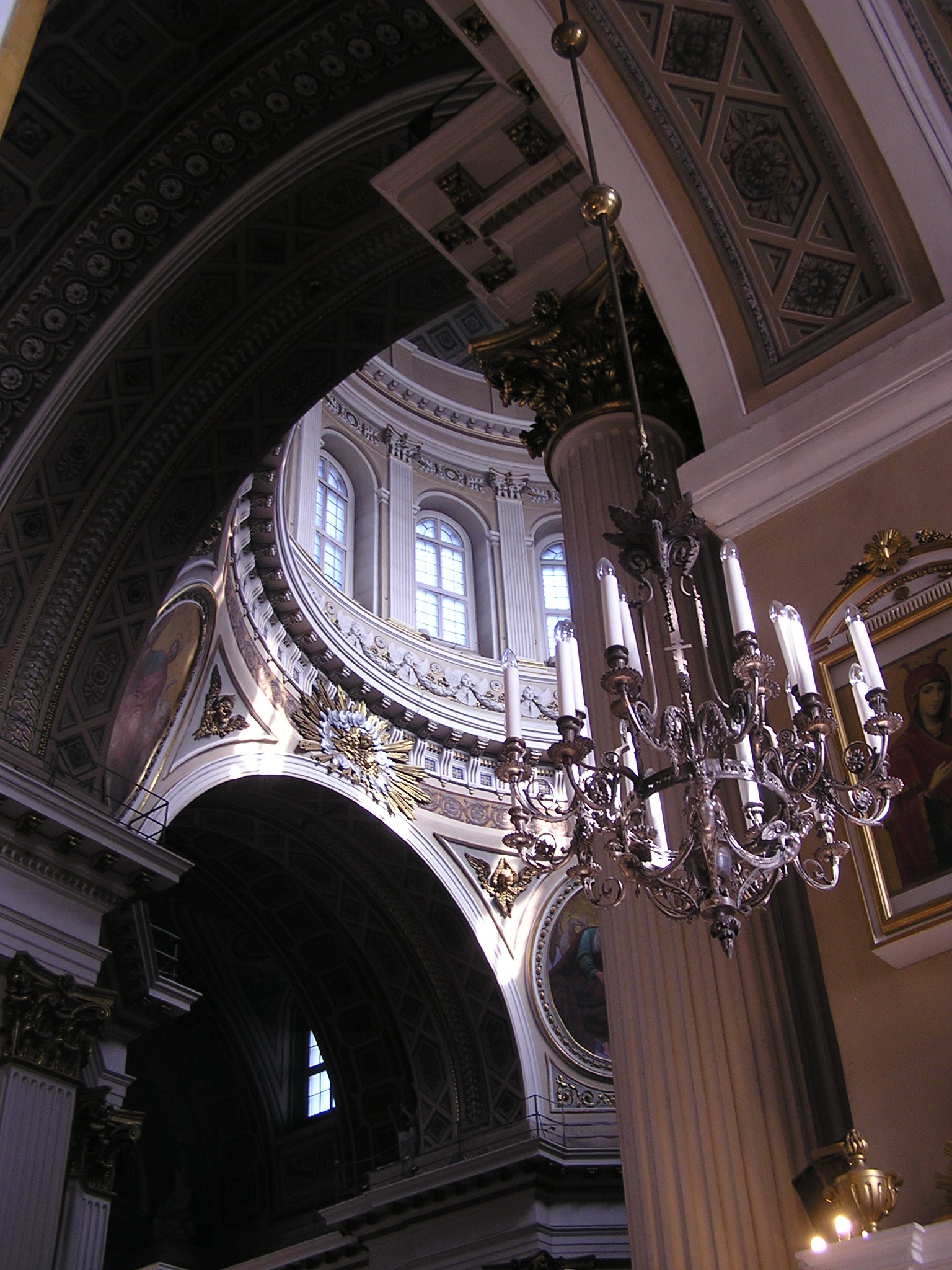
Интерьер в стиле классицизма

Первоначальную роспись интерьера исполнил Ф. Д. Данилов, но она была вскоре частично утрачена в связи с долгим отсутствием отапливания в соборе; и в 1806 году А. делла Джакомо заменил её другой, используя эскизы Д. Кваренги. В 1862 году П. С. Титов заново расписал своды по эскизам Ф. Г. Солнцева.
Лепка была поручена Ф. Ламони и Д. Фонтана, 20 барельефов и статуи святых — скульптору Ф. И. Шубину. В южной части трансепта, напротив раки св. Александра Невского, был помещён мраморный барельеф митрополита Гавриила (Петрова) (ныне в фондах Русского музея).
В алтаре, за престолом, находился образ Благовещения Пресвятой Богородицы кисти Рафаэля Менгса. Над южными вратами — картина «Спаситель Благословляющий» Антониса ван Дейка, на восточной стене — «Воскресение Христово» Питера Пауля Рубенса. Картины Ван Дейка, Бассано, Гверчино, Строцци и других были переданы в собор из Эрмитажа в 1794 году по указанию Екатерины II. Ко дню освящения Екатерина II подарила также образ «Моление о чаше», отчеканенный из золота в Италии.
Над царским местом висел портрет Екатерины II кисти Д. Г. Левицкого, напротив — портрет Петра I.
Над ракой святого Александра Невского находилась большая икона кисти И. Г. Адольского.
У гробницы стоял серебряный аналой с киотом, где лежали иконы и «ковчежцы» с частицами мощей. Он был подарен собору в 1806 году императором Александром I. Слева от раки находился образ Владимирской Божией Матери, которому предание приписывало принадлежность самому Александру Невскому, справа — Нерукотворный Спас с частицей Ризы Господней.
В 1862 году в собор из Таврического дворца поступила малахитовая сень для плащаницы, изготовленная в Париже в 1827—1828 годах в мастерской П.-Ф. Томира (ныне выставлена в Эрмитаже).
Большое серебряное паникадило, весившее около 210 килограмм, было пожертвовано Екатериной II.

## Чтимые святыни
- Мощи святого благоверного князя Александра Невского. Мощи были обретены в 1380 году во Владимире. В 1723—1724 годах они были перенесены из владимирского Рождественского собора в Санкт-Петербург в Александро-Невский монастырь. 30 августа (10 сентября) 1724 года мощи были помещены в Благовещенской церкви монастыря. Изъятые из собора в 1922 году мощи до 1989 года находились в фондах Музея истории религии и атеизма. На крышке раки с мощами святого Александра Невского находятся семьдесят девять мощей святых[4]:

| 1. Пророк Иоанн Предтеча                                     | 29. Великомученик Феодор Стратилат             | 56. Святитель Гурий Казанский                   |
| 2. Апостол Андрей Первозванный                               | 30. Преподобномученик Анастасий Персиянин      | 57. Святитель Варсонофий Казанский              |
| 3. Первомученик и архидиакон Стефан                          | 31. Великомученик Иаков Персянин               | 58. Преподобный Александр Свирский              |
| 4. Святитель Николай Чудотворец                              | 32. Святитель Василий Великий                  | 59. Великомученица Екатерина                    |
| 5. Преподобный Сергий Радонежский                            | 33. Святитель Григорий Богослов                | 60. Преподобномученица Евдокия                  |
| 6. Равноапостольный царь Константин                          | 34. Святитель Иоанн Златоуст                   | 61. Праведный Иаков Боровичский                 |
| 7. Благоверный князь Александр Невский                       | 35. Преподобный Павел Исповедник               | 62. Великомученик Пантелеимон                   |
| 8. Преподобный Алексий, человек Божий                        | 36. Святитель Иоанн Милостивый                 | 63. Священномученик Харлампий                   |
| 9. Великомученик Георгий Победоносец                         | 37. Святитель Спиридон Тримифунтский           | 64. Апостол Иаков, брат Господень               |
| 10. Великомученик Димитрий Солунский                         | 38. Преподобный Григорий Декаполит             | 65. Священномученик Ермолай                     |
| 11. Мученик Иоанн Воин                                       | 39. Святитель Михаил Синадский                 | 66. Священномученик Ипатий                      |
| 12. Святители Алексий, Иона и Филипп, Митрополиты Московские | 40. Преподобномученица Феодосия                | 67. Преподобный Нестор Летописец                |
| 13. Апостол Варфоломей                                       | 41. Преподобномученица Фекла                   | 68. Благоверный князь Давид                     |
| 14. Апостол и евангелист Марк                                | 42. Мученик Никита                             | 69. Святитель Моисей Новгородский               |
| 15. Апостол Варнава                                          | 43. Великомученица Варвара                     | 70. Преподобный Арсений Тверской                |
| 16. Апостол Тит                                              | 44. Преподобный Феодор Сикеот                  | 71. Мученик архидиакон Евпл                     |
| 17. Апостол и евангелист Лука                                | 45. Святитель Григорий, епископ Акрагантийский | 72. Преподобный Антоний Великий                 |
| 18. Апостол и евангелист Матфей                              | 46. Благоверный князь Роман Угличский          | 73. Преподобный Евфимий Великий                 |
| 19. Преподобный Даниил                                       | 47. Праведный Лазарь Четверодневный            | 74. Священномученик Василий Амасийский          |
| 20. Преподобный Пимен Великий                                | 48. Святитель Герман Свияжский                 | 75. Священномученик Пётр Александрийский        |
| 21. Священномученик Афиноген                                 | 49. Равноапостольный князь Владимир            | 76. Бессребреник Косма Азийский                 |
| 22. Священномученик Антипа                                   | 50. Великомученица Евфимия Всехвальная         | 77. Преподобный Ефрем Новоторжский              |
| 23. Священномученик Игнатий Богоносец                        | 51. Преподобномученица Анастасия Римляныня     | 78. Преподобные отцы, в Синае и Раифе избиенные |
| 24. Священномученик Апексима                                 | 52. Мученики Сергий и Вакх                     | 79. Сорок мучеников Севастийских                |
| 25. Священномученик Елевферий                                | 53. Мученик Андрей Стратилат                   |                                                 |
| 26. Преподобный Михаил Малеин                                | 54. Преподобный Нил Столобенский               |                                                 |
| 27. Преподобный Ефрем Сирин                                  | 55. Великомученик Феодор Тирон                 |                                                 |
| 28. Великомученик Прокопий                                   |                                                |                                                 |

- Мощи Киево-Печерских святых[4].
- Икона-мощевик со вставленным в неё восьмиконечным крестом[4].
- Икона Божией Матери «Невская Скоропослушница». Передана с собор в 1958 году[5].
- Икона Господь в белом хитоне[5].
- Икона благоверного князя Александра Невского c частицей мощей[5].
- Скульптурное изображение святой мученицы Параскевы, наречённой Пятницею. Икона, принадлежавшая ранее храму святителя Николая Чудотворца в селе Ильеши Ямбургского уезда Санкт-Петербургской губернии (ныне Волосовского района Ленинградской области), издавна почитается чудотворной. В 1988 году икона была передана в Троицкий собор из Русского музея[6].
- Икона святителя Николая Чудотворца[5].

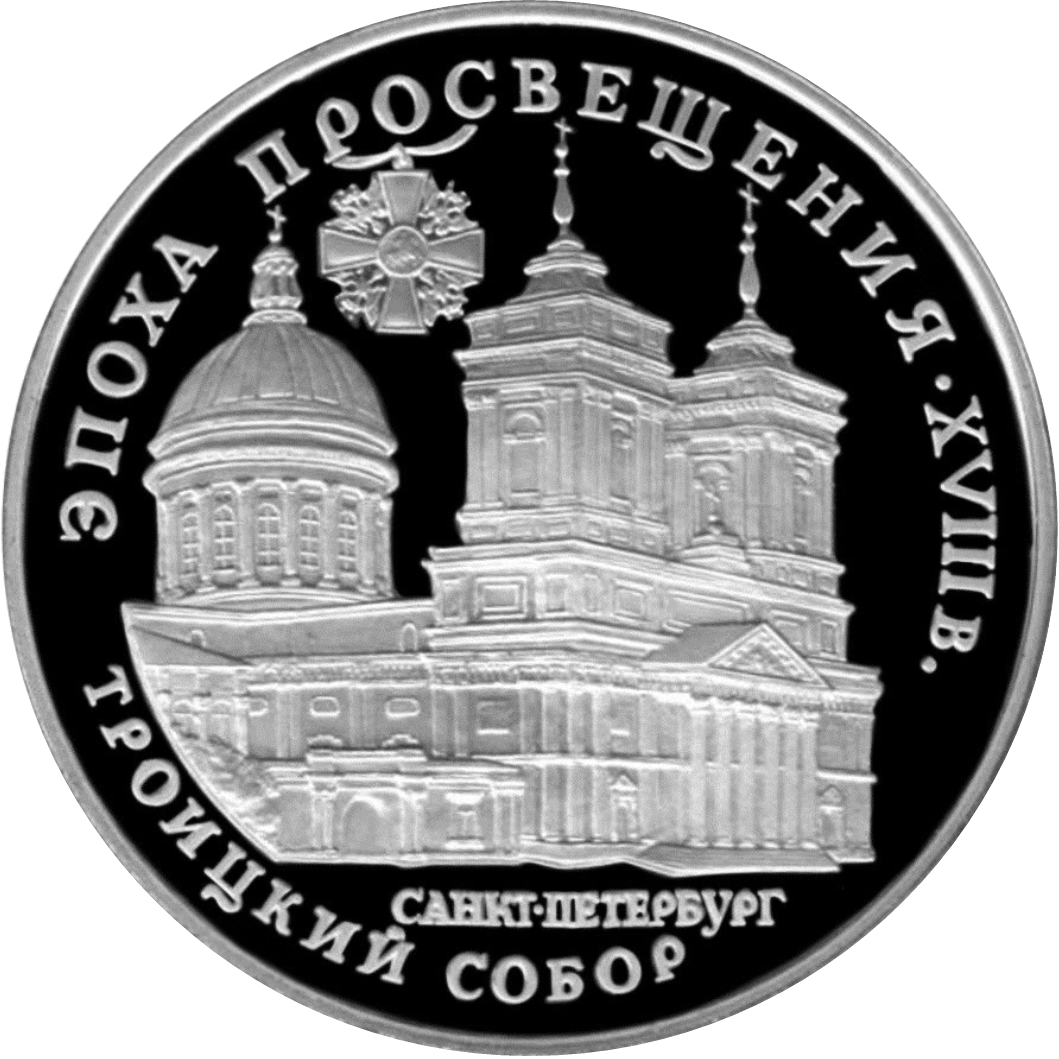
Монета России, 1992 год. Троицкий собор, Санкт-Петербург

## Традиции
В соборе в XIX — начале XX веков и в 1960—1980-х годах регулярно совершались епископские хиротонии. В частности, в нём были посвящены во епископа святитель Тихон, Патриарх Московский и всея России, Патриархи Московские и всея Руси Сергий и Кирилл, а также Филарет, именующий себя «Патриархом Киевским и всея Руси-Украины».
С начала XX века установился обычай ежегодно, 25 октября (7 ноября), в день кончины Петра Чайковского, исполнять написанную им для смешанного хора литургию Иоанна Златоуста.